# Eustrophopsis quindecimmaculata
Eustrophopsis quindecimmaculata is een keversoort uit de familie winterkevers (Tetratomidae). De wetenschappelijke naam van de soort werd in 1840 gepubliceerd door Francis de Laporte de Castelnau.